# Zuger Sinfonietta
Die Zuger Sinfonietta ist ein Kammerorchester im Kanton Zug.

## Geschichte
Die Zuger Sinfonietta wurde 1998 gegründet. In ihren Konzertprogrammen verbindet sie klassische Musik mit anderen Kunstgattungen wie Theater, Schauspiel, Film, Video, Tanz, Malerei, Literatur sowie mit unterschiedlichen Musikstilen wie Jazz, Volksmusik, Electronics oder Improvisation.
Das Orchester arbeitet mit Künstlern wie Kolja Blacher, Olli Mustonen, Chiara Skerath, Dimitri Ashkenazy, Francesco Tristano, Thomas Hürlimann, Christian Poltéra, Paul Meyer, Benjamin Schmid, Eliana Burki oder Giora Feidman zusammen.
Seit Sommer 2016 führt das Orchester im Lorzensaal Cham eine eigene Abo-Konzertreihe durch. Daneben stehen Auftritte bei der Theater- und Musikgesellschaft Zug und Konzerte mit Zuger Chören, Partnern und Kulturvereinen auf dem Konzertplan.
Die Zuger Sinfonietta hatte Auftritte beim Lucerne Festival, Davos Festival, bei den Murten Classics, bei der Stubete am See und bei weiteren Schweizer Veranstaltern sowie Live-Konzertaufnahmen bei Radio SRF2. Gemeinsam mit verschiedenen Partnern werden Musikvermittlungsprojekte erarbeitet und durchgeführt.
Die Zuger Sinfonietta erhält Subventionen von Stadt und Kanton Zug, sowie Beiträge von Stiftungen, Gemeinden, Sponsoren und dem eigenen Gönnerkreis.

## Chefdirigenten
- 2009–2014: Philippe Bach
- seit 2016: Daniel Huppert